# Seszseszet
Seszseszet (Seszeset, Seszeszet) – prawdopodobnie żona władcy starożytnego Egiptu Unisa z V dynastii. 
Istnieją różne koncepcje odnośnie do jej postaci. Zgodnie z nimi miała być:
- trzecią żoną Unisa, tak jak i on nie pochodzącą z królewskiego rodu, i matką Tetiego (Munro, Kwiatkowski),
- matką Tetiego, ale nie żoną Unisa (Schneider); ojcem Tetiego miał być najprawdopodobniej Szepsipuptah, nie pochodzący z królewskiego rodu (Altenmuller),
- najstarszą córką Tetiego wydaną za wezyra Mereruka, późniejszego nadzorcę kapłanów piramidy Tetiego, w pobliżu której sam został pochowany w jednej z najpiękniejszych mastab północnej Sakkary (Grimal); niektórzy autorzy przypisują jej w takim przypadku imię Uatetchethor (Kwiatkowski).

Niewykluczone, że matka Tetiego i jego córka miały to samo imię i są to w związku z tym dwie różne osoby.